# Muzeum Fridy Kahlo
Muzeum Fridy Kahlo (španělsky Museo Frida Kahlo), pro svou barvu zvané také Modrý dům (La Casa Azul) je muzeum mexické malířky Fridy Kahlo ve čtvrti Coyoacán ve městě Mexiko, v domě, kde se umělkyně narodila, žila a zemřela. Jsou zde k vidění práce Kahlo, jejího manžela Diega Rivery, dalších umělců z jejich okruhu i díla lidové a předkolumbovské mexické kultury. Navíc je zde řada fotografií a předmětů, které upomínají na Fridu Kahlo a její blízké.
Diego Rivera dům po Kahlo, postavený roku 1904, věnoval na muzejní účely roku 1957 a následujícího roku se Modrý dům otevřel návštěvníkům. Dnes patří k nejznámějším a nejpopulárnějším muzeím hlavního města Mexika. Součástí muzea je také kavárna a malý obchod se suvenýry.
Dům je zapsán v katalogu moderní architektury mezinárodní organizace Iconic Houses, která sdružuje mimořádná díla světových architektů, architektonicky významné domy, domy umělců a ateliéry z 20. století přístupné veřejnosti jako domovní muzea.